# Bloomington Thunder
Die Bloomington Thunder waren eine US-amerikanische Eishockeymannschaft aus Bloomington, Illinois. Das Team spielte von 2013 bis 2014 in der Southern Professional Hockey League.

## Geschichte

Logo der Blaze

Die Bloomington PrairieThunder aus der Central Hockey League stellten im Anschluss an die Saison 2010/11 den Spielbetrieb ein. Die Lücke, die die Mannschaft in der Stadt hinterließ, wurde anschließend von den Bloomington Blaze gefüllt, die zur Saison 2011/12 als Expansionsteam den Spielbetrieb in der Central Hockey League aufnahmen. Die Mannschaft spielt wie die PrairieThunder im U.S. Cellular Coliseum. Der Name des Teams wurde von den Fans selbst gewählt. Als Cheftrainer des neuen Franchises wurde der Kanadier Jason Christie vorgestellt, der im Vorjahr die PrairieThunder in die erste Playoff-Runde geführt hatte. Allerdings wurde Christie noch vor Saisonbeginn von den Ontario Reign aus der ECHL verpflichtet und anschließend durch Paul Gardner ersetzt.
Zur Saison 2013/14 wurde das Team unter dem neuen Namen Bloomington Thunder in die Southern Professional Hockey League aufgenommen. In der einzigen Saison in der SPHL wurden die Playoffs verpasst. Anschließend stellte das Franchise den Spielbetrieb ein.

## Saisonstatistik
Abkürzungen: GP = Spiele, W = Siege, L = Niederlagen, T = Unentschieden, OTL = Niederlagen nach Overtime SOL = Niederlagen nach Shootout, Pts = Punkte, GF = Erzielte Tore, GA = Gegentore
| Saison  | GP | W  | L  | T | OTL | SOL | Pts | GF  | GA  | Platz      | Playoffs           |
| 2011/12 | 66 | 24 | 35 | — | 2   | 5   | 55  | 183 | 244 | 7., Turner | nicht qualifiziert |
| 2012/13 | 66 | 28 | 36 | — | 0   | 2   | 58  | 230 | 246 | 9., CHL    | nicht qualifiziert |
| 2013/14 | 56 | 20 | 33 | — | 3   | 0   | 43  | 125 | 192 | 10., SPHL  | nicht qualifiziert |